# UGC 8454
UGC 8454 = Arp 204 ist ein interagierendes Galaxienpaar im Sternbild Camelopardalis. Das Galaxienpaar ist etwa 289 Millionen Lichtjahre von der Milchstraße entfernt. Halton Arp gliederte seinen Katalog ungewöhnlicher Galaxien nach rein morphologischen Kriterien in Gruppen. Diese Galaxie gehört zu der Klasse Galaxien mit vom Kern ausgeschleuderter Materie.